# Ясенівський
Ясені́вський (до 1903 — хутір Лобовський; в 1903—1938 — село Лобовка) — селище в Україні, в Антрацитівській міській громаді Ровеньківського району Луганської області.
10 900 мешк. (1986), 9440 мешк. (2001). Спеціалізується на видобутку вугілля (антрациту). На 1 серпня 2013 року в селищі зареєстровано 9200 мешканців наявного населення.

## Географія
Селище міського типу Ясенівський розташоване на лівому березі річки Мала Кам'янка. Сусідні населені пункти: села Лобівські Копальні (примикає), Залізничне, Рафайлівка, Леськине, Іллінка, селища Гірник та Тацине на півдні, Верхній Нагольчик та місто Антрацит на південному заході, смт Щотове, смт Кам'яне, селище Мельникове на заході, селище Ковпакове, села Зелений Курган та Червона Поляна на північному заході, села Зеленодільське та Оріхівка на півночі, села Картушине, Ребрикове, Македонівка (всі нижче за течією Малої Кам'янки) на північному сході, Мечетка, Вербівка на сході, Лози, селище Новоукраїнка (вище за течією Малої Кам'янки), селище Кошари, смт Картушине, місто Ровеньки на південному сході.

### Рельєф
Рельєф у межах селища являє собою слабохвилясту рівнину з середніми відмітками висоти 200—250 м. До антропогенних форм рельєфу належать терикони та породні відвали, які утворилися внаслідок видобутку кам'яного вугілля.

### Клімат
Географічне положення в межах помірного клімату степової зони України обумовлює велику кількість сонячного тепла, радіаційний баланс додатній, за винятком зими. Великий вплив на клімат території має місцезнаходження селища на південному схилі Донецького кряжу: кліматичні умови тут характеризуються збільшенням середньорічної кількості опадів, більшою тривалістю періоду зі сніговим покривом. Атмосферні опади — 500—560 мм, максимум опадів в холодну пору року — приблизно 350 мм.

### Водні ресурси
Поверхневі води представлені поодинокими ставками. Велике значення для мешканців селища мають підземні води, які містяться у відкладах давніх порід.

### Ґрунти
Серед ґрунтів поширені чорноземи звичайні щебнуваті.

### Тваринний світ
Тваринний світ у межах території селища досить різноманітний. Ссавці: сарна, вепр, ховрах, вовк, лисиця звичайна, заєць-русак, тхір степовий, сліпак східний, їжак звичайний, білка, миша домова, миша польова, пацюк сірий. Багато птахів: голуб сизий, сорока, шпак, горобець, ворона сіра, ластівка міська. В межах населеного пункту також можна зустріти жабу звичайну, ящірку прудку, кажана.

### Рослинний світ
Територія селища входить до складу Дебальцевско-Ровеньківського геоботанічного лісостепового району, де поширені луки, ясенево-дубові байрачні ліси.

## Історія
- 1892—1903 рр. — поселення чи хутір Лобовський у складі Області Всевеликого Війська Донського, названий на честь першопоселенця-засновника з козацького роду Лобових, заснований у зв'язку з будівництвом шахт;
- 1903—1938 рр. — село Лобовка;
- 1908 — почалося будівництво першої шахти;
- 1938—1952 — отримав статус селища, назва — смт Шахти N33-37;
- з 1952 — смт Ясенівський, утворене від назви дерева ясен;

За 2 км було засноване селище Лобівські Копальні. На цій території видобувають кам'яне вугілля.
Жителі колишньої станиці, а потім села за період 1917—1947 рр., як і жителі багатьох інших населених пунктів України, зазнали багато лиха: розкозачування, розкуркулювання, голодомор тощо. За переказами, останнім селищним отаманом був виходець з родини його засновників — Лобових.

## Економіка
На території селища функціонує підприємство з вуглевидобутку — шахта імені В. В. Вахрушева, яка входить до складу шахтоуправління «Ясенівське» ТОВ «ДТЕК Ровенькиантрацит». Шахта введена в експлуатацію в 1954 р.
Також діють приватні підприємства торгівлі, є амбулаторія, денний стаціонар, 2 поштових відділення, ДК імені М. Горького, бібліотека.

## Транспорт
Регулярне автобусне сполучення з містами Ровеньки та Антрацит, найближча залізнична станція Лобівські Копальні забезпечує сполучення з багатьма містами України.

## Освіта
- Ровеньківський професійний ліцей
- Ясенівська гімназія
- Ясенівська гімназія № 2
- Дитячі садки: «Родничок» та «Родзинка»

## Населення

### Мова
Розподіл населення за рідною мовою за даними перепису 2001 року:
| Мова            | Кількість | Відсоток |
| --------------- | --------- | -------- |
| російська       | 7833      | 82.98%   |
| українська      | 1573      | 16.66%   |
| білоруська      | 23        | 0.24%    |
| румунська       | 2         | 0.05%    |
| інші/не вказали | 7         | 0.07%    |
| Усього          | 9440      | 100%     |

## Особистості
- Тороп Іван Володимирович — учасник повстання на броненосці Потьомкін;
- Кучерик Василь Петрович — герой Соціалістичної Праці.